# Землянск
Земля́нск — село на севере Семилукского района Воронежской области. Административный центр Землянского сельского поселения. До 1923 года — город и уездный центр.

## География
Село находится на северо-западе Воронежской области, в 30 км от города Семилуки.

### Условное территориальное деление
- Центр;
- Хохлатская;
- Маслозавод;
- Солдатское;
- Серебрянка;
- Разино;
- Пушкарка.

## История
История старинного села уходит корнями в 1657 год, когда по указанию государя Алексея Михайловича 20 старых служащих солдат основали на берегу местной речки Землянка военное поселение. Спустя пять лет вокруг поселения была выстроена крепость, обнесенная валом и глубоким рвом. На случай осады в крепости были глубокий колодец с постоянным запасом пресной воды и подземный ход к речке длиной 60 метров.
Землянская крепость была возведена черкасами не на пустом месте, в наказе первому землянскому воеводе Гавриилу Островскому о постройке города говорится: «Для береженья от приходу воинских людей на Землянском городище устроить жилой город». Возможно, речь идет о более раннем славянском поселении. Археологические раскопки на месте Землянской крепости не производились, но на огородах была обнаружена керамика ХII-ХIV вв..
При этом Землянск как крепость оказался необходимым лишь однажды, когда воевода Тимофей Иванович Чевкин оборонялся там от своих же землянских черкас, примкнувших в восстанию Степана Разина.
В 1663 году Землянск приобрел статус города.
Из важных исторических событий ХVII в., связанных с Землянском, наиболее изучены: «землянская смута» 1670 г. (попытка захвата города разинцами во главе с боярским сыном Ф. Маминым), а также участие землянцев с начала 1670-х гг. в ежегодной отправке в Воронеж четверикового хлеба для «донского отпуска», а также в строительстве в 1695—1708 гг. военных кораблей на воронежских верфях.
В начале XVIII века в городе и его слободах насчитывалось шесть деревянных церквей, со временем перестроенных в каменные. По преданию, одну из чудотворных икон — Тихвинской Божией матери — написал и освятил сам Преосвященный Тихон Задонский, епископ Воронежский и Елецкий, в 1776 году. Во время разгрома после революции местным жителям чудом удалось спасти икону от поругания и уничтожения, правда, размеры её значительно уменьшились и оправлена она теперь в другую, простую раму.
Землянск — уездный город (Землянский уезд) Воронежской губернии, в 40 верстах к северо-западу от губернского города, в лощине при слиянии речки Землянки и Вислого Колодезя. В 1657 г. здесь были поселены старые воронежские солдаты; поселение это скоро увеличилось выходцами из других мест, преимущественно «черкассами», то есть малороссами, переселившимися в Воронежский край в 1652 г. из-за Днепра. К 1663 г. оно стало уже называться городом Землянском. В 1678 г. город был окружен деревянною стеною с башнями и тайниками, а также рвом и валом. При учреждении губерний (1708) З. был приписан к корабельным делам бывшей Азовской губернии, а при делении губерний на провинции (1719) вошел в состав Воронежской провинции. К З. примыкают 6 пригородных слобод. Два каменных храма; каменных зданий жилых 25 и нежилых 33, деревянных жилых 286 и нежилых 34. Жит. 3890 (1786 мжч. и 2104 жнщ.), все православные; торгового сословия 5 02; ремесленников: мастеров 123, работников 131 и учеников 42. Фабрик и заводов нет; ярмарок три, на которые (1892) привезено товаров на 99 тыс. и продано на 60600 руб. Уездное училище трехклассное, с 4 учителями и 46 учениками, обходится в год 2313 руб.; церковно-приходская школа. Городские расходы в 1890 г. — 10926 руб.; городских долгов 2903 руб.
В годы гражданской войны весной 1919 года в Землянске и уезде вспыхнуло крестьянское восстание, которое было подавлено РККА и ЧК. Причиной восстания стала продразверстка и грабежи населения со стороны продотрядов.
С 1928 по 1963 год Землянск являлся центром Землянского района Воронежской области.
Труднейшим испытанием в истории села была Великая Отечественная война. С 5 июля 1942 года по 27 января 1943 года Землянск находился в тылу врага. Более двух тысяч жителей Землянска ушли на фронт, с полей сражений не вернулись 344 человека. За время оккупации в Землянском районе погибли 1772 мирных жителя, в том числе дети. Но по словам историков эти данные далеко не точны.

## Герб
Герб города — пять летящих перепелок в золотом поле. Утвержден 21 сентября 1781 года.
В верхней части щита — герб Воронежский. В нижней — пять летающих перепелок в золотом поле, каковыми птицами город сей весьма славится.

## Население
По переписи 1897 года в Землянске проживало 5333 жителя.
| 1859 | 1897  | 1959  | 2002  | 2010  | 2021  |
| ---- | ----- | ----- | ----- | ----- | ----- |
| 4655 | ↗5333 | ↘1186 | ↗3155 | ↘3043 | ↗3276 |

## Экономика
- производственные и перерабатывающие предприятия мясо-молочного комплекса
- сельскохозяйственные предприятия
- автотранспортное предприятие
- ООО «Землянскмолоко»
- КФХ «Сытный край»
- ООО «МЕТАРА-16»

## Известные люди
- Алехин, Александр Иванович — член 4-й Государственной думы, воронежский губернский предводитель дворянства, отец чемпиона мира по шахматам Александра Алехина.
- Алехин, Владимир Иванович — землянский уездный предводитель дворянства, почетный гражданин Землянска (1914), тайный советник.
- Барышникова, Анна Куприяновна — русская сказочница.
- Бахметьев, Владимир Матвеевич — русский советский писатель.
- Ключников, Владимир Иванович — председатель Воронежской областной Думы.
- Новоскольцев, Александр Никанорович — русский художник, академик исторической живописи Императорской Академии художеств.
- Сепп, Евгений Константинович — советский невропатолог, академик АМН СССР.
- Сухарев, Александр Яковлевич — российский учёный-юрист и государственный деятель, министр юстиции СССР.
- Шатров, Илья Алексеевич — русский военный музыкант, капельмейстер и композитор — автор вальса «На сопках Маньчжурии».
- Терских Василий Ильич (род. Землянск Воронежская губерния 1894 г. −1967 г. Москва) — микробиолог, профессор.

## Фотогалерея
- Никольская церковь
- Вид на село